# Petros Papavassiliou
Petros Papavassiliou (Atene, 6 dicembre 1928 – Milano, 12 settembre 2014) è stato un pittore greco.

## Biografia
Studia pittura ed incisione al Politecnico di Atene dove vince quattro premi in xilografia e calcografia. Nel 1958 ottiene una borsa di studio a Perugia dove compie studi di perfezionamento. Nel 1959 vince il secondo premio per l'incisione alla Biennale di Alessandria d'Egitto ed il concorso nazionale di specializzazione in Arti Grafiche. Si trasferisce ad Urbino dove si specializza su vecchi torchi ed antiche macchine da stampa, perfezionandosi nell'illustrazione del libro. Nel 1960 è all'Istituto Rizzoli e collabora in qualità di grafico ed illustratore con diverse case editrici milanesi. Sposa Piera Gatta ed ha due figli Alex, nel 1961 e Michela, nel 1964. Frequenta e diventa amico dei più grandi artisti italiani e stranieri contemporanei. Dipinge ed è incisore partecipando a collettive in Italia ed all'estero. Nel 1971 vince il terzo premio della III Biennale delle Belle Arti di Barcellona. È del 1972 la nascita dell'amicizia con Alexander Iolas, già scopritore di Salvador Dalí, Victor Brauner, Roberto Matta, Max Ernst, Magritte e de Chirico. In questo stesso anno Petros diventa amico di Raffaele Carrieri.
Nel 1974 è al Principato di Monaco per ritirare il primo premio alla III Biennale di Montecarlo ed ha personali a Milano, Trieste, Atene e Torino. Nel 1976 conosce e si lega in amicizia con l'editore Vanni Scheiwiller. La casa di Petros diviene un punto di riferimento per molti artisti stranieri di passaggio a Milano. Nel 1980 vola a New York per la personale alla Galleria Brooks Jackson Iolas. Nel 1981 nasce l'amicizia con il poeta greco Giannis Ritsos. Ha personali ad Atene, Milano e negli Stati Uniti. Nel 1982 è invitato a Mentone per la personale al Palais de l'Europe. Nel 1984 incontra il poeta greco premio Nobel Odisseo Elytis e ne nasce una amicizia con collaborazioni artistiche di rilievo. In questo stesso periodo ha personali al Museo Benaki di Atene e a Padova. Il Museo di Salonicco acquisisce una sua opera. Nel 1985 il Museo Leonardo da Vinci di Milano gli dedica una personale. Il Vorres Museum di Atene acquista una sua opera. Nel 1987 si reca a Parigi per la personale alla Galleria Samy Kinge. 
Nel 1988 torna nella capitale francese per l'installazione di sei opere al Residence Opèra. Mikonos acquisisce nel 1989 delle opere per il Palazzo Comunale. È presente all'Euro Art Expo di Roma, all'Arte Fiera di Bologna, al Palazzo Ducale di Mantova, al Palazzo dei Diamanti, all'Art Jonction International di Nizza. Viene pubblicato il volume "Arte fantastica ed incisione" edito da Giorgio Mondadori che dedica un capitolo a Wilfredo Lam, Roberto Matta e Petros. Diventa amico del critico Marcello Venturoli. Nel 1982 partecipa ad Arte Fiera Bologna, tiene personali in Italia, a Miami in Belgio e a Ginevra. Nel 1991 realizza un ciclo di opere dedicate all'amico e connazionale Giorgio de Chirico, è al PAC di Ferrara e all'Art Jonction International di Nizza.
Nel 1992 ha personali a Perugia, al Museo delle Arti di Palazzo Bandera a Busto Arsizio. In questo stesso periodo partecipa all'Arte Fiera 92 di Bologna e all'Europ Art 92 di Ginevra. È del 1993 la sua presenza alla Contemporanea Italia Giappone di Parma, al Lineart 93 di Gent, in Belgio, ed alla Cern Meyrin di Ginevra. Nel 1994 esordisce a Chicago, partecipa all'Art Miami 94 in Florida, espone a Palazzo Datini, alla Galleria Marchese di Prato, alla Galleria Borgogna di Milano e a Villa Serbelloni, Bellagio, Como. Nel 1995 viene a lui dedicato un video monografico in italiano inglese e greco. Espone nello medesimo anno alla Galleria Argò di Atene e a Palermo. Nasce il Museo Petros a Tsepelobo, Ioannina. È del 1999 la mostra antologica alla Fondazione Metropolitan di Milano e l'Antologica allo Young Museum di Revere. Nel 2000 ha una personale allo Spazio Linati di Milano ed alla Chiesa Romanica di Ossuccio. Nel 2001 espone alla Fondazione Memmo di Lecce, al Palazzo Sperlari di Cremona e ad Atene. La città di Corfù lo invita per una personale a Palazzo Reale. Nel 2003 è alla Galleria d'arte moderna Ricci Oddi, sotto il Patrocinio del Consolato Generale di Grecia a Milano.
Nel 2005 il Centro Giorgio de Chirico di Volos gli dedica una mostra. Del 2007 la personale al Castello Sforzesco presentata da Vittorio Sgarbi alla presenza del Sindaco di Milano e del Presidente della Repubblica greco. L'International Liszt Festival Bellagio lo invita, nel 2008, a realizzare per l'occasione una serie di opere. Nel 2010 ha personali all'antico Chiostro dell'Umanitaria, alla Galleria Pace di Milano e al Palazzo del Casinò di Venezia. Negli ultimi vent'anni sono state dedicate a Petros mostre antologiche in tutto il mondo. Di lui hanno parlato critici importanti tra cui Vittorio Sgarbi, Raffaele Carrieri, Luigi Carluccio, Luigi Cavallo, Roberto Sanesi, Carlo Munari, Dino Formaggio, Benvenuto Guerra e Alberico Sala, Marcello Venturoli e l'editore Vanni Scheiwiller. Realizza cartelle di grafica con poesie di Carrieri, Giannis Ritsos e del Premio Nobel Odisseo Elytis. Celebri i suoi cicli di opere dedicate ai filosofi presocratici tra cui le "Entelechie" ispirate al pensiero di Aristotele. Realizzava olii di grandi dimensioni e tecniche miste. Viveva e lavorava a Milano ed è stato sepolto a Ossuccio, Lago di Como.

## Riconoscimenti
- Quattro premi xilografia e calcografia, Politecnico di Atene, 1954, 1957
- Secondo Premio, alla Biennale di Alessandria d'Egitto, 1959
- Medaglia d'argento, Premio Saint Ambroeus, 1970
- Terzo Premio, alla III Biennale di Belle Arti, Barcellona, 1971
- Coppa d'Argento, Premio II Biennale d Arte Europea, Delphi, 1972
- Primo Premio, III Biennale di Montecarlo, Principato di Monaco, 1974
- Premio Tetradramma d'Oro, Corriere Roma, 1975
- Diploma Solenne, Accademico Tiberina, Roma, 1977
- Grande Medaglia UNESCO, Parigi, 1977
- Croce d'Argento, Societè des Arts Parigi, 1984
- Primo Premio, Biennale d'Arte La Spezia, 1989
- Medaglia, Cittadino Onorario Città di Treviglio, 1990
- Premio d'Onore, II Biennale Internazionale d'Arte, Malta, 1991
- Medaglia, Cittadino Onorario Città di Rapallo, 1991
- Gran Premio, Xenios Zeus, miglior artista greco nel mondo, conferito in occasione delle Olimpiadi di Atene, 2004

## Stile
Petros rappresenta attraverso la sua matrice surrealista astratta una originale percezione della realtà. L'energia che porta ogni elemento vivente verso una trasformazione, mutazione e dissoluzione precisa e predeterminata è da sempre uno dei temi ricorrenti nella sua pittura. Certamente l'incontro con Roberto Matta, che gli dedica una gouache con la frase per il bravo Petros pixturissimoe Wilfredo Lam avranno una importante influenza sulla sua visione artistica. L'esplorazione di corpi e forme, la loro deformazione e trasfigurazione sviluppano, attraverso caratteri cromatici netti, una serie infinita di letture possibili dell'opera d'arte, che diventa essa stessa mai statica, ma elemento vitale in continuo cambiamento. 

## Opere
Le sue opere sono presenti in numerosi musei e spazi espositivi internazionali. Sulla sua opera hanno scritto critici ed intellettuali di rilievo come Luigi Cavallo, Vittorio Sgarbi, Marco Valsecchi, Raffaele Carrieri, Luigi Carluccio, Miklos Varga, Augusto Minucci, Roberto Fugazza, Roberto Sanesi,Franco Passoni Carlo Munari, Dino Formaggio, Piera Gatta, Benvenuto Guerra e Alberico Sala, Renzo Margonari, Luciano Caprile, Paolo Rizzi Marcello Venturoli e l'editore Vanni Scheiwiller.